# Andské společenství
Andské společenství národů (španělsky: Comunidad Andina, CAN) je zóna volného obchodu s cílem vytvořit celní unii jihoamerických států Bolívie, Ekvádoru, Kolumbie a Peru. Do roku 1996 se pro Andské společenství národů užívalo označení Andský pakt, který vznikl v roce 1969 podepsáním Kartagenské dohody. Jeho sídlo je v Limě v Peru.
Andské společenství národů má 113 milionů obyvatel, kteří žijí na rozloze 4 700 000 km². Jeho HDP se v roce 2005 zvýšil na 745 300 miliard USD, včetně Venezuely, která byla v té době členem. Jeho odhadovaná PPP HDP pro rok 2011 činila 902,86 miliard USD, kromě Venezuely.

## Členství
Andský pakt byl založen v roce 1969 Bolívií, Chile, Kolumbií, Ekvádorem a Peru. V roce 1973 pakt získal svého šestého člena, Venezuelu. V roce 1976 však byl počet jeho členů opět snížen na pět, když z paktu vystoupilo Chile. Venezuela oznámila své vystoupení v roce 2006, čímž se Andské společenství národů zredukovalo na čtyři členské státy.
S novou dohodou o spolupráci s Mercosurem, Andské společenství národů získalo čtyři nové přidružené členy: Argentinu, Brazílii, Paraguay a Uruguay. Těmto čtyřem státům bylo uděleno přidružené členství na zasedání Andské rady ministrů zahraničních věcí na rozšířeném zasedání s Komisí (Andského společenství národů) dne 7. července 2005. Tento krok oplácí kroky Mercosuru, který udělil přidružené členství všem národům Andského společenství na základě dohod o ekonomické komplementaritě (dohody o volném obchodu) podepsaných mezi CAN a jednotlivými členy Mercosuru.
- Současní členové:[2]
  -  Bolívie (1969)
  -  Kolumbie (1969)
  -  Peru (1969)
  -  Ekvádor (1969)
- Přidružení členové:[2][pozn. 1]
  -  Argentina (2005)
  -  Brazílie (2005)
  -  Paraguay (2005)
  -  Uruguay (2005)
  -  Chile  (2006)
- Pozorovatelské země:[2][3]
  -  Španělsko
  -  Maroko
- Bývalí řádní členové:
  -  Venezuela (1973–2006), vstoupila do Mercosuru
  -  Chile (řádný člen 1969–1976, pozorovatel 1976–2006, přidružený člen od roku 2006)

## Organizace
- Andská prezidentská rada
- Andská rada ministrů zahraničních věcí (Lima, Peru)
- Komise (Lima, Peru)
- Sídlo (Lima, Peru)
- Andský soudní dvůr (Quito, Ekvádor)
- Andský parlament (Bogotá, Kolumbie)
- Latinskoamerický rezervní fond (Bogotá, Kolumbie a Lima, Peru)
- Andská univerzita Simóna Bolívara (Sucre, Bolívie a Quito, Ekvádor)
- Andská zdravotnická organizace (Lima, Peru)
- CAF – Rozvojová banka Latinské Ameriky (Caracas, Venezuela)

## Generální tajemníci
- Sebastián Alegrett (Venezuela) 1997–2002
- Guillermo Fernández de Soto (Kolumbie) 2002–2004
- Edward Allan Wagner Tizón (Peru) 2004–2006
- Alfredo Fuentes Hernández (Kolumbie), prozatímní 2006–2007
- Freddy Ehlers (Ekvádor), 2007[4]–2010[5]
- Adalid Contreras Baspineiro (Bolívie), prozatímní 2010–2011, 2011–2013[6]
- Pablo Guzmán Laugier (Bolívie), 2013–2016[7]
- Walker San Miguel (Bolívie), 2016–dosud[8]

## Volný tok lidí
Od 1. ledna 2005 mohou občané členských zemí vstupovat do ostatních členských států Andského společenství národů bez vízové povinnosti. Cestovatelé by měli předložit úřadům své národní průkazy totožnosti.[zdroj?]